# Bombino
Goumour Almoctar, in arte Omara "Bombino" Moctar (Agadez, 1º gennaio 1980) è un chitarrista e cantautore nigerino di etnia tuareg.

## Biografia
Ispirato dalla musica popolare della sua terra e da alcune leggende del rock come Jimi Hendrix e Mark Knopfler, comincia la carriera di musicista molto giovane, combinando la sua passione per il blues rock e per la chitarra elettrica con le sonorità tipiche dell'Africa subsahariana, creando uno stile personale e inconfondibile. A causa delle tensioni civili createsi in Niger negli anni novanta, è stato costretto ad emigrare in Algeria e Libia con la famiglia, dove ha vissuto per diversi anni. Inizialmente autodidatta, studia poi con il rinomato chitarrista tuareg Haja Bebe, il quale gli chiederà di unirsi alla sua band: è qui che ad Almoctar viene dato il soprannome "Bombino", dalla parola italiana bambino. 
 Nel 1997 ha fatto ritorno in Niger, dove ha cominciato la carriera di musicista professionista.
Nel 2009 pubblica il suo primo album, intitolato Group Bombino - Guitars from Agadez, vol. 2.
Nel 2011 pubblica Agadez, il suo secondo album, ma è solo nel 2013 che ottiene un grande riscontro di pubblico con l'album Nomad, pubblicato dalla Nonesuch Records debuttando come numero uno su iTunes Chart World e World Chart di Billboard. L'album è stato prodotto da Dan Auerbach dei Black Keys, catturato dalle sonorità del precedente album Agadez. Bombino ha iniziato la sua prima tournée mondiale negli Stati Uniti d'America nel maggio 2013.
Nel 2015 collabora con Jovanotti, dichiaratosi suo grande fan, suonando la chitarra elettrica e cantando nel brano Si alza il vento contenuto nell'album Lorenzo 2015 CC.. Nello stesso anno compare come ospite in un brano dell'album Film O Sound del chitarrista Adriano Viterbini, suonando con lui dal vivo in diverse occasioni negli anni a seguire.
Nell'aprile 2016 esce il suo nuovo album, Azel.
Nel dicembre 2017, all'interno del programma Che Tempo Che Fa, è ospite della band di Jovanotti, insieme a Tony Allen, nell'esecuzione dal vivo del brano In Italia, contenuto nell'album Oh, vita!.
Nel maggio 2018 pubblica l'album Deran, registrato interamente in uno studio di Casablanca con la sua band, al quale segue un tour mondiale.

## Discografia

### Album in studio
- 2010 – Agamgam 2004
- 2011 – Agadez
- 2013 – Nomad
- 2016 – Azel
- 2018 – Deran
- 2023 – Sahel

### Album dal vivo
- 2016 – Live at the Belly Up
- 2020 – Live in Amsterdam

### Collaborazioni
- 2015 – Jovanotti - Lorenzo 2015 CC.
- 2015 – Adriano Viterbini - Film O Sound

## Stile chitarristico
Di impronta tuareg, ha il tocco simile a Mark Knopfler accentuato con vibrato vigorosi e naturali, con uso di pentatonica e scala blues, tipico della musica subsahariana. Solitamente usa un capotasto.
Stilisticamente si avvicina a Vieux Farka Touré.